# Bahnhof Fujinomiya
Der Bahnhof Fujinomiya (jap. 富士宮駅, Fujinomiya-eki) ist ein Bahnhof auf der japanischen Insel Honshū, betrieben von der Bahngesellschaft JR Central. Er befindet sich in der Präfektur Shizuoka auf dem Gebiet der Stadt Fujinomiya.

## Beschreibung

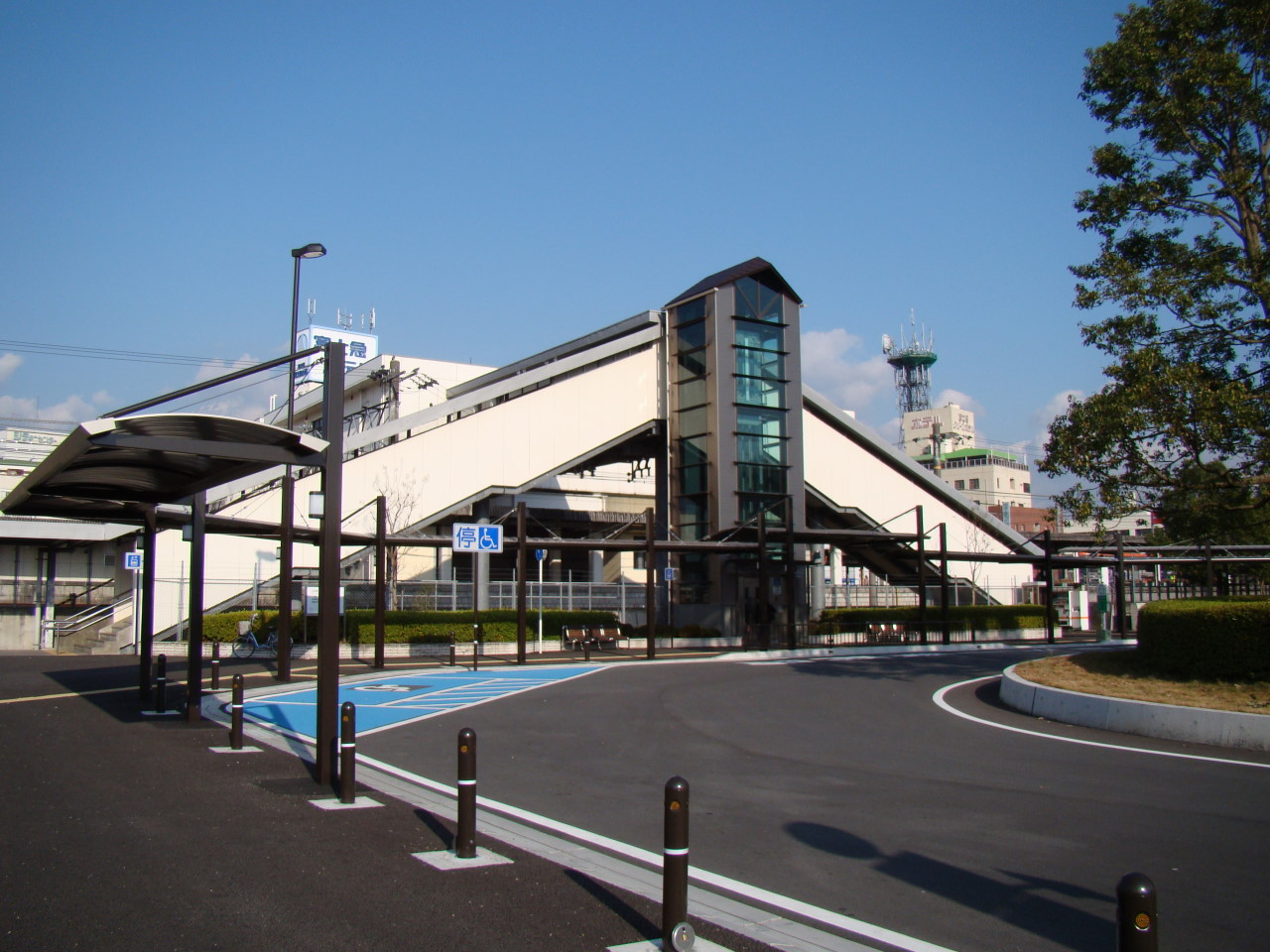
Südlicher Eingang

Fujinomiya ist ein Durchgangsbahnhof an der Minobu-Linie von Kōfu nach Fuji. Hier halten täglich sieben Zugpaare des Schnellzugs Fujikawa (ふじかわ), der Kōfu mit Shizuoka verbindet. Zwischen Fuji und Nishi-Fujinomiya, dem unmittelbar westlich von Fujinomiya gelegenen Bahnhof, verkehren drei Regionalzüge je Stunde, in der Hauptverkehrszeit viermal je Stunde. Über Nishi-Fujinomiya hinaus verkehren sie alle ein bis zwei Stunden. Der Bahnhof ist ein bedeutender Knotenpunkt des regionalen Busverkehrs. Auf dem nördlichen Bahnhofsvorplatz befindet sich ein Busterminal mit mehr als einem Dutzend Buslinien der Unternehmen Fujikyū Shizuoka Bus und Yamakō Town Coach. Zwei weitere Linien verkehren vom südlichen Bahnhofsvorplatz aus.
Der Bahnhof steht im zentralen Stadtteil Chūō-chō und ist von Osten nach Westen ausgerichtet. Er besitzt fünf Gleise, von denen drei dem Personenverkehr dienen. Diese liegen an einem Seitenbahnsteig und einem Mittelbahnsteig, die beide überdacht sind. Das Empfangsgebäude besitzt die Form eines Reiterbahnhofs, der die gesamte Anlage an seinem westlichen Ende überspannt. Eine breite Fußgängerbrücke überquert die vor dem Bahnhof verlaufende Hauptstraße und den Busterminal auf dem nördlichen Vorplatz. Am östlichen Ende der Anlage verbindet eine weitere gedeckte Überführung den Mittel- mit dem Seitenbahnsteig. Westlich des Bahnhofs Fujinomiya ist die Strecke eingleisig, östlich davon doppelgleisig ausgebaut.
Im Jahr 2016 zählte der Bahnhof täglich durchschnittlich 2358 Fahrgäste.

## Geschichte

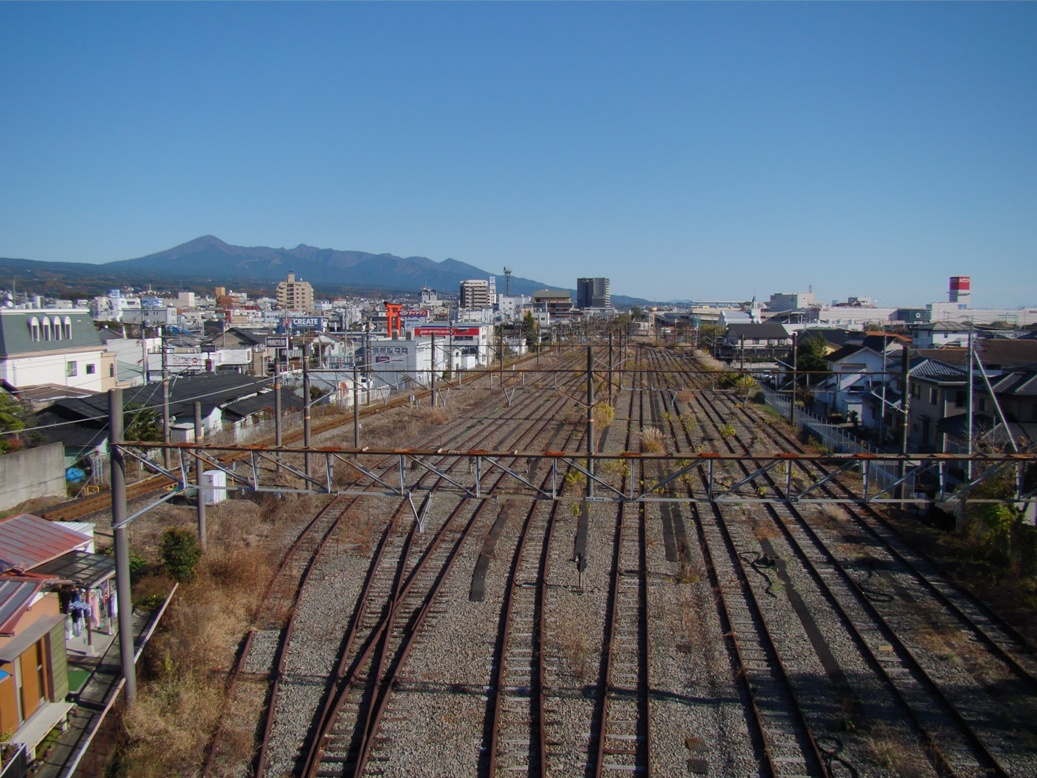
Abstellanlage für Sonderzüge, heute weitgehend ungenutzt

Ab 1890 betrieb der Papierkonzern Fuji Seishi eine Pferdebahn  von Yoshiwara an der Tōkaidō-Hauptlinie bis in die Nähe des heutigen Bahnhofs. Sie hatte eine Spurweite von 609 mm und diente neben dem lokalen Post- und Personenverkehr vor allem dem Transport von Holz zum Papierwerk in Yoshiwara. Die private Bahngesellschaft Fuji Minobu Tetsudō (富士身延鉄道) eröffnete am 20. Juli 1913 die Strecke zwischen Fuji und diesem Bahnhof, der zunächst den Namen Ōmiya-chō (大宮町) erhielt. Gleichzeitig wurde die Pferdebahn stillgelegt. Der Bahnhof war knapp zwei Jahre lang Endstation, bis zur Inbetriebnahme der Verlängerung nach Shibakawa am 1. März 1915; die Fertigstellung der gesamten Strecke nach Kōfu zog sich bis 1928 hin. Im Juni 1927 war sie elektrifiziert worden.
Die Minobu-Linie wurde am 1. Oktober 1938 vom Staat geleast und am 1. Mai 1941 ganz vom Eisenbahnministerium übernommen. Nach einer Gemeindefusion erhielt der Bahnhof Ōmiya-chō am 1. Oktober 1942 den neuen Namen Fujinomiya. Der doppelgleisige Ausbau der Strecke zwischen Fujinomiya und Fujine war am 28. März 1971 abgeschlossen. 1983 ersetzte die Japanische Staatsbahn das ursprüngliche Empfangsgebäude durch einen Neubau. Aus Kostengründen stellte sie am 16. Januar 1984 den Güterumschlag ein, am 14. März 1985 auch die Gepäckaufgabe. Im Rahmen der Staatsbahnprivatisierung ging der Bahnhof am 1. April 1987 in den Besitz der neuen Gesellschaft JR Central über.

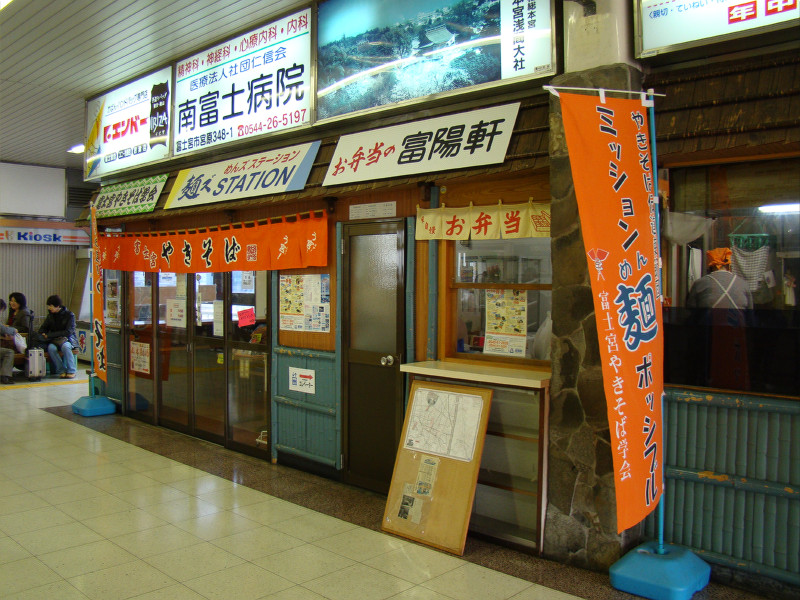
Yakisoba-Laden im Bahnhof Fujinomiya

Seit den frühen 1960er Jahren war Fujinomiya das Ziel zahlreicher Sonderzüge, die von der buddhistischen Laienbewegung Sōka Gakkai gechartert worden waren. Die Gläubigen begaben sich vom Bahnhof zum Taiseki-ji, dem Haupttempel der Nichiren-Shōshū-Schule. Nach dem Ausschluss von Sōka Gakkai im Jahr 1991 ging die Zahl der Sonderzüge massiv zurück, da seitdem nur noch die Angehörigen der deutlich kleineren Laienbewegung Hokkekō dieses Angebot nutzen. Die Abstellanlage westlich des Bahnhofs bleibt als Folge davon weitgehend ungenutzt.